# Voices All
Voices All è un album del (riformato) gruppo The Jazztet di Art Farmer e Benny Golson, pubblicato dalla Eastworld Records nel 1983. Il disco fu registrato il 24 e 25 aprile 1982 al CBS/Sony Rappongi Studio di Tokyo (Giappone).

## Tracce
Lato A
1. Whisper Not – 6:10 (Benny Golson)
2. Voices All – 7:15 (Benny Golson)
3. Killer Joe – 7:41 (Benny Golson)

Lato B
1. Mox Nix – 6:13 (Art Farmer)
2. I Remember Clifford – 5:29 (Benny Golson)
3. Evermore – 6:40 (Benny Golson)
4. Park Avenue Petite – 4:26 (Benny Golson)

## Musicisti
- Art Farmer - flicorno
- Benny Golson - sassofono tenore, arrangiamenti
- Cedar Walton - pianoforte
- Curtis Fuller - trombone
- Buster Williams - contrabbasso
- Albert Heath - batteria[2]